# Xylota hancocki
Xylota hancocki är en tvåvingeart som beskrevs av Charles Howard Curran 1927. Xylota hancocki ingår i släktet vedblomflugor, och familjen blomflugor. Inga underarter finns listade i Catalogue of Life.